# Klaudie
Klaudie je ženské křestní jméno latinského původu. Pochází ze slova claudus – „kulhavý“, přenesený význam je "náležející ke starořímskému rodu Claudiů".
V českém občanském kalendáři má svátek 5. května.

## Statistické údaje
Následující tabulka uvádí četnost jména v ČR a pořadí mezi ženskými jmény ve srovnání dvou roků, pro které jsou dostupné údaje MV ČR – lze z ní tedy vysledovat trend v užívání tohoto jména:
| Rok       | Četnost   | Pořadí    |
| 1999      | 469       | 303.      |
| 2002      | 527       | 289.      |
| Porovnání | o 58 více | o 14 lépe |

Změna procentního zastoupení tohoto jména mezi žijícími ženami v ČR (tj. procentní změna se započítáním celkového úbytku žen v ČR za sledované tři roky) je +13,3%, což svědčí o poměrně strmém nárůstu obliby tohoto jména.

## Známé nositelky jména
- Claudia (Římská pověst), byla to Vestálská panna a dcera Appia Claudia Pulchera
- Claudia Octavia, první manželka Nerona
- Claudia Cardinale – italská herečka
- Claudia Kennedy – americká generálka
- Claudia Schiffer – německá modelka